# Uc Brunet
Uc Brunet, Brunec o Brunenc, in latino e in italiano Ugo (fl. 1190-1220), è stato un nobiluomo e trovatore originario di Rodez, nel Rouergue.
Della sua opera ci restano sei componimenti.
Al di fuori delle proprie opere e quelle di altri trovatori, tra cui una vida, Uc viene menzionato soltanto in un documento datato intorno al 1190, riferito a un accordo tra Uc e l'abbazia di Bonnecombe, mediante il quale Uc richiedeva libera dimora per sé stesso, per cinque dei suoi cavalieri e un per un servitore. la carriera di Uc può essere estesa fino al 1220 circa in base al planh (lamento) scritto sulla sua morte da Daude de Pradas, attivo soltanto a cominciare da questo periodo di tempo. Tra i mecenati di Uc si trovano: Ugo II di Rodez, suo sovrano feudatario; Alfonso II di Aragona; Raimondo VI di Tolosa; Bernard VII di Anduze; e Dalfi d'Alvernha.
L'autore della vida (biografia) di Uc, la cui affidibilità è difficile da accertare, afferma che Uc fosse stato un chierico molto istruito nelle lettere con un'innata intelligenza. In seguito divenne menestrello e dunque un trovatore, ma secondo quanto si legge nella sua vida, non compose mai musica. Ciò nonostante, in un manoscritto, una delle sue canzoni è accompagnata da una melodia, forse di Uc o di qualcun altro.
La vida di Uc ci fornisce una storia interessante, non verificabile, in merito al fatto che Uc avesse una relazione sentimentale con una donna chiamata Galiana, cittadina di Aurillac. Lei, tuttavia, lo lascia per il suo nuovo amante, Ugo di Rodez. Addolorato, Uc Brunet entra nell'"ordine di Cartosa" (probabilmente un non identificato monastero certosino) e qui vi morì.
Uno dei componimenti databili di Ugo è un sirventes, "Conplidas razos novelas e plazens", nel quale menziona la morte di los comtes, evidentemente il conte di Rodez, nel 1208. È il solo lavoro di Uc che sopravvive con una melodia, melismatica e tonale, con il suo centro generalmente in Fa, sebbene termini in Re.